# Media in Sudan

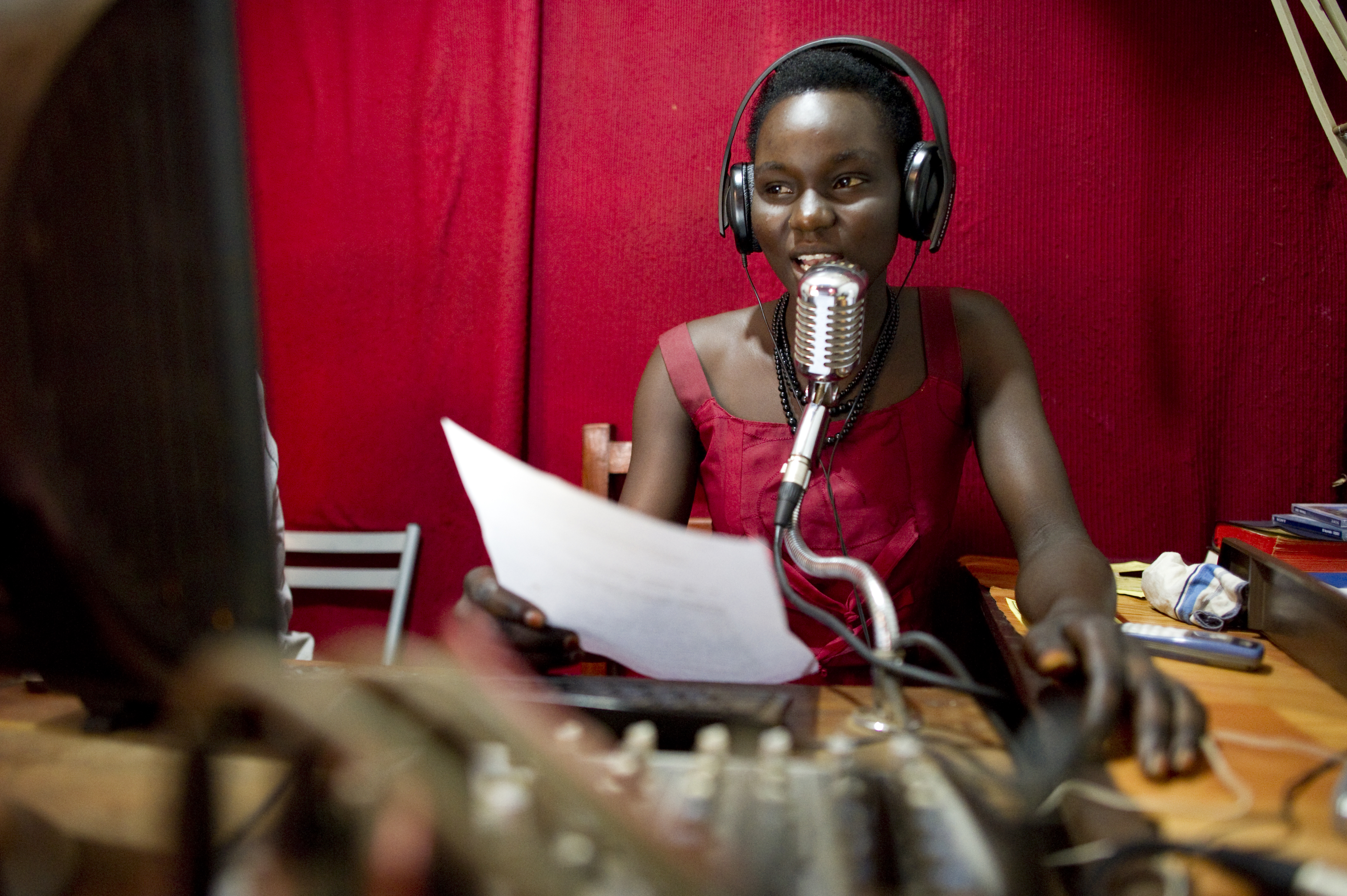
Conduttrice di radio a Yei, Sudan, 2010

Il Sudan ha un gran numero di giornali locali e nazionali. I principali quotidiani nazionali sono stampati in arabo oppure inglese. La televisione Sudanese manda in onda 60 ore di programmazione alla settimana. La Sudan National Broadcasting Corporation trasmette in arabo, inglese, francese e swahili. I canali televisivi e radiofonici sono sotto il monopolio dello Stato e sono solo uno sbocco dei punti di vista del governo sudanese. Nonostante la censura da parte dello Stato, i giornalisti ed i giornali per cui lavorano godono di molta più libertà ed indipendenza rispetto a molti altri stati arabi confinanti. La Voce del Sudan (Voice of Sudan) trasmette in arabo e inglese ed è sponsorizzata dalla National Democratic Alliance. L'opposizione Esercito di Liberazione del Popolo di Sudan pubblica i propri quotidiani e giornali.

## Censura dopo il colpo di Stato
Prima del colpo di Stato del 1989, il Sudan godeva di una grande varietà di stampa, giornali ecc. e quasi tutti i partiti politici pubblicavano il proprio quotidiano. A Khartoum venivano stampati 22 quotidiani, tre dei quali in inglese e i restanti in arabo. Nell'insieme il Sudan aveva 55 pubblicazioni tra quotidiani, settimanali e riviste. La RCC-NS mise al bando tutti questi giornali e licenziò più di un migliaio di giornalisti. Almeno 15 giornalisti, tra cui il direttore della Sudan News Agency e l'editore del Sudanow, furono arrestati. Da allora la RCC-NS ha autorizzato la pubblicazione solo di alcuni fra quotidiani e periodici, tutti pubblicati attraverso l'esercito o agenzie del governo e curati dai suoi censori ufficiali. Nel 1991, il quotidiano principale era il Al Inqadh al Watani (National Salvation).

## Radio e televisione
Le radio e trasmissioni televisive sono controllate dal governo. Secondo le stime, nel 1990 circa 250.000 persone possedevano un apparecchio televisivo (oggi sono circa 1 milione) e 6 milioni possedevano una radio. La Sudan Television operava in 3 centri di produzione situati a Omdurman, 
Al Jazirah e ad Atbara. La principale stazione radiofonica della Sudan National Broadcasting Corporation era situata a Omdurman, con un distaccamento regionale per il sud a Juba. Dopo il colpo di Stato nel 1989, la RCC-NS congedò diversi enti televisivi perché non in linea con le nuove direttive governative.
In opposizione alla rete di trasmissioni ufficiali del governo di allora, la SPLM (l'Esercito di Liberazione del Popolo di Sudan) gestiva la propria radio clandestina, Radio SPLA, da postazioni segrete situate oltre il confine con l'Etiopia. Radio SPLA trasmetteva in arabo, inglese e diverse altre lingue locali del Sudan Meridionale. Nel 1990 il partito del National Democratic Alliance cominciò a trasmettere sopra le frequenze radio di Radio SPLA.